# Sean Patrick Maloney
Sean Patrick Maloney (sinh ngày 30 tháng 7 năm 1966) là một chính khách người Mỹ phục vụ với tư cách là Dân biểu Hoa Kỳ cho Khu vực quốc hội số 18 của New York kể từ năm 2013. Khu vực này phục vụ một vùng rộng lớn của lãnh thổ ngoại ô phía bắc thành phố New York, bao gồm Poughkeepsie và Newburgh. Ông là thành viên của Đảng Dân chủ. Ông là một ứng cử viên cho Tổng chưởng lý New York trong cuộc bầu cử năm 2018, thua Letitia James trong cuộc bầu cử sơ cấp Dân chủ.
Sinh ra ở Sherbrooke, Quebec, Canada và lớn lên ở Hanover, New Hampshire, Maloney có bằng Cử nhân Nghệ thuật và Juris Doctor của Đại học Virginia. Ông tham gia chính trị với tư cách là tình nguyện viên cho các chiến dịch tranh cử tổng thống của Bill Clinton, và sau đó làm cố vấn cấp cao của West Wing và Thư ký Nhân viên Nhà Trắng.
Trước khi được bầu vào Quốc hội, Maloney đã làm việc như một giám đốc điều hành tại một công ty phần mềm và là một luật sư. Ông được bầu vào Hạ viện Hoa Kỳ năm 2012, đánh bại đương nhiệm đảng Cộng hòa Nan Hayworth. Ông vận động bầu cử như một người ôn hòa và là thành viên của Liên minh Dân chủ Mới. Ông là người đồng tính công khai đầu tiên được bầu vào Quốc hội từ New York.

## Đầu đời
Maloney sinh ngày 30 tháng 7 năm 1966 tại Sherbrooke, Quebec, Canada, có cha mẹ là công dân Hoa Kỳ. Công việc của cha Maloney như một người đốn gỗ đã tạm thời đưa họ đến Canada. Maloney lớn lên ở Hanover, một thị trấn ở phía tây New Hampshire trên biên giới Vermont. Maloney được nuôi dưỡng cùng với sáu anh chị em của mình trong một "gia đình Công giáo Ailen nhỏ". Maloney tốt nghiệp trường trung học Hanover năm 1984.
Sau khi theo học tại Đại học Georgetown được hai năm, Maloney chuyển đến Đại học Virginia, nơi ông lấy bằng Cử nhân Nghệ thuật trong quan hệ quốc tế vào năm 1988. Sau khi lấy được bằng đại học, Maloney đã dành một năm tình nguyện với các linh mục Dòng Tên trong khu ổ chuột Chimbote, Peru. Sau đó, Maloney trở về Hoa Kỳ và lấy Juris Doctor của Trường Luật Đại học Virginia năm 1992.

## Đời tư
Maloney đã ở với chồng Randy Florke từ năm 1992, khi họ gặp nhau ở thành phố New York nơi Maloney đang giúp lập kế hoạch cho Hội nghị Toàn quốc Dân chủ.  Họ cùng nhau có ba đứa con nuôi. Florke là một nhà trang trí nội thất đã được đặc trưng trong O, Tạp chí Oprah. Maloney và gia đình sống trong quận Putnam, Cold Spring, New York. Vào ngày 14 tháng 1 năm 2014, Maloney tuyên bố rằng ông và Florke đã đính hôn vào ngày Giáng sinh 2013. Vào ngày 21 tháng 6 năm 2014, ông và Florke đã kết hôn tại Cold Spring, New York. Maloney trở thành thành viên thứ hai của Quốc hội kết hôn hợp pháp với người bạn đồng giới của mình khi còn đương chức, người đầu tiên là cựu Dân biểu Barney Frank (D-Massachusetts), vào năm 2012.